# Paulo Thiago (cineasta)
Paulo Thiago (Aimorés, 8 de octubre de 1945–Río de Janeiro, 5 de junio de 2021) fue un director de cine, guionista y productor brasileño. Durante su carrera dirigió doce películas y tres documentales, desde 1970 hasta su muerte en 2021. Su largometraje de 1974 Sagarana, o Duelo hizo parte de la vigesimocuarta versión del Festival Internacional de Cine de Berlín.
Falleció en Río de Janeiro el 5 de junio de 2021 a los setenta y cinco años, luego de estar hospitalizado cerca de un mes por una enfermedad sanguínea.

## Filmografía

### Como director
- 2016 - Doidas e Santas
- 2013 - Fábio Leão - entre o crime e o ringue (documental)
- 2008 - Orquestra dos Meninos
- 2005 - Coisa Mais Linda: Histórias e Casos da Bossa Nova (documental)
- 2003 - O Vestido
- 2002 - Poeta de Sete Faces (documental)
- 1997 - Policarpo Quaresma, Herói do Brasil
- 1993 - Vagas Para Moças de Fino Trato
- 1989 - Jorge, um Brasileiro
- 1984 - Sagarana, Mestre-Sala e Porta-Bandeira
- 1984 - Águia na Cabeça
- 1978 - Batalha dos Guararapes
- 1976 - Soledade, a Bagaceira
- 1974 - Sagarana, o Duelo
- 1970 - Os Senhores da Terra